# Albert Mackey
Albert Gallatin Mackey  (12 de Março de 1807 – 20 de Junho de 1881), foi um médico estadunidense, e é mais conhecido por ter sido autor de vários livros e artigos sobre a Maçonaria, sobretudo, nos Landmarks da Maçonaria. Ele serviu como Grande Professor e Grande Secretário da Grande Loja de Carolina do Sul; e Secretário-geral do Supremo Conselho do Rito Escocês Antigo e Aceito da Jurisdição Sul dos Estados Unidos.